# O Cavaleiro da Dinamarca
O Cavaleiro da Dinamarca é um livro da escritora portuguesa Sophia de Mello Breyner Andresen, editado em Portugal em 1964, e reeditado em 2014 e 2017. 

## Resumo da história
A obra conta a história de um homem (cavaleiro) 
que vivia com a sua família e com os seus criados numa floresta da Dinamarca, no Norte da Europa. Numa noite de Natal, durante a ceia, quando todos estavam reunidos à volta da mesa, a comer e a contar histórias, o cavaleiro comunicou-lhes que iria partir em peregrinação à Terra Santa, para orar na gruta onde Jesus de Nazaré tinha nascido e que, portanto, dessa noite a um ano não estaria com eles prometendo que, dessa noite a dois anos, estariam juntos de novo a festejar o Natal.
Na Primavera seguinte partiu e, levado por bons ventos, chegou muito antes do Natal às costas da Palestina, onde visitou todos os locais sagrados relacionados com a vida de Jesus Cristo.
Já de regresso à Dinamarca, uma tempestade violentíssima quase destruiu o barco em que viajava e ele teve que ficar em Itália. Aí conheceu várias cidades onde fez diversos amigos, como o Mercador de Veneza, que lhe contou a belíssima história de amor de Vanina e Guidobaldo; o banqueiro Averardo em Florença, onde ouviu contar as histórias de Giotto e Cimabué, de Dante e Beatriz por Filippo, e, em Antuérpia, na Flandres, criou amizade com o negociante flamengo, onde, num dos seus jantares, um capitão de um dos seus navios contou a história de Pêro Dias e das primeiras navegações dos portugueses pelas costas africanas.
Após inúmeras peripécias, consegue chegar à floresta em que vivia, mas uma tempestade quase lhe provoca a morte. Quando ele ia pela floresta, pensou seguir o rio até sua casa, mas não o encontrou. Além disso, a sua vida correu perigo quando lhe apareceram lobos e um urso. Rezando e dizendo-lhes que essa era uma noite de tréguas, os animais não o maltrataram.
Já desesperava, quando lá ao longe viu uma luz que se destacava pela sua grandeza. Resolveu seguir a luz pensando que era alguma fogueira de algum lenhador, mas era o grande pinheiro (abeto) que ficava na clareira em frente da sua casa e que estava todo iluminado por pequenas luzes acendidas pelos anjos do céu e que o tinham guiado até ao calor do seu lar e da sua família que o aguardava ansiosamente. É por essa razão, que se enfeitam os pinheiros no Natal.

## Enredos
Nesta história existem vários encaixes:
- História de Vanina e Guidobaldo, narrada pelo mercador de Veneza;
- História de Giotto e Cimabué, História de Dante e Beatriz, narradas por Filippo, um trovador amigo do Banqueiro Averardo de Florença;
- História de Pêro Dias e dos navegadores portugueses por terras africanas, narrada pelo capitão de um dos navios do negociante flamengo de Antuérpia;
- Giotto e Cimabué eram pintores;
- Dante era um escritor e Beatriz, a sua amada, que esteve na génese do livro "A Divina Comédia".